# Good Old-Fashioned Lover Boy
Singles de Queen
Teo Torriatte (Let Us Cling Together)
(1977) Long Away
(1977)
Good Old-Fashioned Lover Boy est la huitième piste de l'album A Day at the Races du groupe de rock britannique Queen, sorti en 1976. Cette chanson a été écrite par Freddie Mercury. La chanson figure sur la face B du single Teo Torriatte (Let Us Cling Together), uniquement distribué pour le marché japonais, avant de figurer sur le premier et unique EP du groupe intitulé Queen's First EP en mai 1977, contenant quatre titres, dont Good Old-Fashioned Lover Boy figurant en face A.
La chanson décrit comment un "bon garçon romantique passé de mode" vivra sa romance, plus spécifiquement la nuit.

## Liste des titres
| A1. | Good Old-Fashioned Lover Boy      | Freddie Mercury | 2:52 |
| A2. | Death on Two Legs (Dedicated to…) | Freddie Mercury | 3:41 |
| B1. | Tenement Funster                  | Roger Taylor    | 2:52 |
| B2. | White Queen (As It Began)         | Brian May       | 4:32 |

## Classement
| Classement (1977)              | Meilleure place |
| ------------------------------ | --------------- |
| Royaume-Uni (UK Singles Chart) | 17              |
| Portugal                       | 9               |

## Crédits
- Freddie Mercury : chant principal, chœurs et piano
- Brian May : guitare électrique, chœurs
- Roger Taylor : batterie, triangle, wood-blocks, chœurs
- John Deacon : basse
- Mike Stone : voix additionnelles